# Marble Range
Die Marble Range ist ein kleiner Gebirgszug am Fraser River im südlichen Zentrum der kanadischen Provinz British Columbia, im Grenzbereich zwischen Squamish-Lillooet Regional District und Thompson-Nicola Regional District.
Die Bergkette ist die nördlichen Fortsetzung der Clear Range, womit sie zum Fraser-Plateau und damit zum Interior Plateau gehört. Sie umfasst eine Fläche von 788 km² und erstreckt sich von Nordnordwest nach Südsüdost über etwa 28 km sowie über eine maximale Breite von etwa 10 km. Ihre Südgrenze sind die Nordwand des Marble Canyon und das durch Viehzuchtbetriebe genutzte Tal, in dem auch eine Gemeinde der First Nations, Pavilion, liegt.
Zu den Schutzgebieten im Bereich dieser Bergkette gehört der Marble Canyon Provincial Park, der Downing Provincial Park und der Edge Hills Provincial Park.